# Lučenská kotlina
Lučenská kotlina nebo Lučenecká kotlina je podcelek geomorfologického celku Jihoslovenská kotlina. Zabírá její střední část v okolí města Lučenec. Z jihu je ohraničena řekou Ipeľ a Cerovou vrchovinou a ze severu pohořími Ostrôžky a Revúckou vrchovinou. Od sousední Rimavské kotliny na východě ji odděluje Oždianska pahorkatina a od Ipeľské kotliny na západě Pôtorská pahorkatina. Kotlinou protéká řeka Ipeľ s přítoky Slatinka a Suchá.